# Kleine nevelvlekboktor
De kleine nevelvlekboktor (Leiopus femoratus) is een keversoort uit de familie van de boktorren (Cerambycidae). De wetenschappelijke naam van de soort werd voor het eerst geldig gepubliceerd in 1859 door Fairmaire.